# Yolanda Reyes
Yolanda Reyes (Bucaramanga, Colombia, 18 de octubre de 1959) es una escritora, periodista, promotora de lectura y educadora colombiana.

## Biografía
Yolanda Reyes nació en Bucaramanga, Colombia  el 18 de octubre  del año 1959. Estudió la licenciatura en Ciencias de la educación en la Pontificia Universidad Javeriana de Bogotá. Realizó un viaje a Francia para cursar el posgrado en “Lengua y Literatura Española” del antiguo Instituto de Cooperación Iberoamericana de Madrid.
Ha trabajado como Directora de la colección de literatura infantil “Nidos para la lectura” en la editorial Alfaguara (editorial) cuyo objetivo es, según Reyes: 
Para enseñar a leer y eso uno lo aprende, no sólo a defender sino también a disfrutar, se necesita un proceso largo de formación. Por eso no me avergüenzo de haber tomado varios años y muchas horas de encierro pensando en este proyecto que, como ustedes van a ver, no tiene ideas novedosas ni libros de última moda, sino que más bien recoge una experiencia sencilla y una suma de esfuerzos cotidianos que durante “un tiempo bastante largo” ─eso sí─ venimos haciendo muchas personas, en diversos ámbitos, para formar lectores. 
También ha colaborado como articulista en las revistas  Cambio (revista), Cromos (revista), SoHo (revista) y El Malpensante. Desde hace más de diez años, ha escrito una columna semanal en el diario El Tiempo (Colombia) de Bogotá. Motivo por el cual fue mención especial en el Premio Nacional de Periodismo Simón Bolívar, gracias a su texto “El ADN de Colombia” donde crítica la falta de interés del pueblo colombiano para la protección de la infancia:
Esos pequeños que hoy dan pasos inciertos; esos a los que ahora podemos ver chupando dedo en las ecografías o aquellos que todavía no conocemos, forman parte de lo que genéricamente denominamos “la población infantil”. Lo que también genéricamente llamamos “el futuro” se construye entre sus tripas, su corazón y su cerebro y depende, no sólo de lo que hoy les brindamos a unos pocos consentidos, sino de las oportunidades que a tantos millones les negamos. 
Actualmente dicta el curso “Escribir para niños” en el Máster a Distancia en Libros y Literatura de la Universidad Autónoma de Barcelona y el Banco del Libro de Venezuela. En 2007, salió a la luz su primer texto sobre el fomento a la lectura titulado La casa imaginaria: lectura y literatura en la primera infancia, editado por Norma Editorial, fruto de su gestión como directora del proyecto cultural educativo “Espantapájaros”

## Actividad literaria
Su actividad literaria ha sido constante y reconocida en su país, así como en algunas naciones latinoamericanos. La mayoría de sus novelas y cuentos han sido dirigidos al público infantil. No obstante, también ha incursionado en la literatura para jóvenes y adultos. La primera obra que publicó fue El terror en sexto B (Alfaguara, 1994) que ganó el Premio Noveles Talentos de Fundalectura, entre otros reconocimientos. Después publicó dos libros más para niños: María de los Dinosaurios (Norma, 1998) y Los agujeros negros (Alfaguara/UNICEF, 2000). Sobre el origen de este último, escribió Reyes:
Los agujeros negros se publicaron por primera vez en una colección sobre los Derechos de los Niños que hizo la editorial Alfaguara con el apoyo de UNICEF en el año 2000 y en la cual se encargó a los autores de diversos países de habla hispana, desde Argentina hasta España, la creación de un cuento a partir de un derecho de los niños. […] El derecho que a mí me tocó en suerte decía así: “Los niños tienen derecho a recibir auxilio y protección”.
Posteriormente, publicó Cucú, Ernestina la gallina (ambos Océano, 2010) y Mi mascota (Babel Libros, 2011) (2). Ha escrito, hasta la fecha, tres novelas juveniles: Los años terribles (Norma, 2000), finalista del Premio Norma-Fundalectura; Una cama para tres (Alfaguara, 2003); y, El libro que canta (Santillana, 2005). En 2006, se editó Pasajera en tránsito (Alfaguara), su primera novela para adultos.

## Estilo y temáticas
La mayoría de sus cuentos y novelas son narrados desde personajes que cuentan su historia en primera persona. Regularmente, los protagonistas se enfrentan a un cambio que rompe la cotidianidad de sus vidas. Por ejemplo, en Los agujeros negros, Juan genera una ruptura de su memoria al preguntarse ¿qué fue lo que les ocurrió a su mamá y a su papá cuando él era un bebé? 
Mientras que, en Los años terribles, las primas Juliana, Valeria y Lucía transforman sus ideas y sueños a partir de su paso por la adolescencia. Otro caso es el de María Fernanda Del Castillo, protagonista de la novela Pasajera en tránsito, la cual, durante su estancia en Madrid se enamora del argentino Gabriel con lo cual se encuentra directamente involucrada en las represiones políticas provocadas por el Golpe de Estado en Argentina.
El ambiente donde se desarrollan gran parte de sus historias es la sociedad bogotana de la última década del siglo XX. Por tal razón, sus personajes se enfrentan con la violencia de forma rutinaria. Sin embargo, sólo Los agujeros negros dan cuenta de esta situación directamente y, además, bajo una voz infantil que busca comprender lo que sucede. Entre los temas de Yolanda Reyes podemos encontrar: la memoria, el crecimiento, la infancia, la nostalgia, etcétera.

## Recepción crítica
Yolanda Reyes es una presencia constante en las Feria del Libro Infantil y Juvenil  y Feria Internacional del Libro Infantil y Juvenil varios países latinoamericanos como Argentina y México. Lo anterior es debido a su labor como promotora de lectura en la primera infancia. Su obra literaria está catalogada entre las más importantes para el público infantil de Colombia. Su popularidad local e internacional ha sido producto de las temáticas que aborda en sus relatos y la manera en que las desarrolla siempre pensando en su lectores que han dejado testimonios de sus experiencias a través de numerosos blogs.

## Obras

### Obras literarias

#### Literatura infantil
- El terror de sexto B. (Alfaguara, 1995)
- María de los Dinosaurios (Norma, 1998)
- Los agujeros negros (Alfaguara, 2000)
- Cucú (Océano, 2010)
- Ernestina la gallina (Océano, 2010)
- Mi mascota (Babel Libros, 2011)

#### Literatura juvenil
- Los años terribles (Norma, 2000)
- Una cama para tres (Alfaguara, 2003)
- El libro que canta (Santillana, 2005)

#### Literatura en general
- Pasajera en tránsito (Alfaguara, 2006)

- Qué raro que me llame Federico (Alfaguara, 2016)

#### Teoría y fomento a la lectura
•La casa imaginaria: lectura y literatura en la primera infancia. (Norma, 2007)

## Premios y distinciones
- Premio Iberoamericano de Literatura Infantil y Juvenil SM por el conjunto de su obra (2020)
- Premio Noveles Talentos de Fundalectura por El terror en sexto B
- Mención en la Lista de Honor The White Ravens de la Biblioteca Juventud de Múnich por El terror en sexto B.
- Mención en “Los mejores libros para niños” del Banco del Libro de Venezuela por El terror en sexto B.
- Beca de Creación Literaria del Ministerio de Cultura de Colombia por Los años terribles.
- Finalista del Premio Norma-Fundalectura por Los años terribles.
- Mención en la Lista de Honor The White Raven de la Biblioteca Juventud de Múnich por Una cama para tres.
- Selección en la Revista Arcadia de Colombia como uno de “Los diez mejores del año 2007” en la categoría de ficción por Pasajera en tránsito.
- Mención Especial en el Premio Simón Bolívar de Periodismo por su columna “El ADN de Colombia”.